# Lüneburger Industrie- und Hafenbahn
| Strecke                                                                                   |  | von Uelzen                                               | von Uelzen                                               |
| Bahnhof                                                                                   |  | Lüneburg                                                 | Lüneburg                                                 |
| Abzweig quer und von links · Abzweig geradeaus und nach rechts                            |  | nach Bleckede, zum Lüneburger Hafen (Hafenbahn)          | nach Bleckede, zum Lüneburger Hafen (Hafenbahn)          |
| Strecke nach rechts · Strecke                                                             |  | nach Lübeck                                              | nach Lübeck                                              |
| Abzweig von links und ehemals von rechts · Strecke nach rechts                            |  | ehem. Jägerkurve von Lübeck                              | ehem. Jägerkurve von Lübeck                              |
| Brücke                                                                                    |  | Bockelmannstraße                                         | Bockelmannstraße                                         |
| Abzweig geradeaus und von links                                                           |  | vom Bahnhof Lüneburg-Westseite (auf Brücke)              | vom Bahnhof Lüneburg-Westseite (auf Brücke)              |
| Brücke über Wasserlauf                                                                    |  | Ilmenau                                                  | Ilmenau                                                  |
| Brücke                                                                                    |  | Treidelweg                                               | Treidelweg                                               |
| Kreuzung geradeaus oben                                                                   |  | Industriebahn                                            | Industriebahn                                            |
| Brücke                                                                                    |  | Auf der Hude                                             | Auf der Hude                                             |
| Abzweig geradeaus und nach rechts                                                         |  | nach Hamburg                                             | nach Hamburg                                             |
| Abzweig geradeaus, ehemals nach rechts und von links · Strecke quer · Strecke von rechts  |  | ehem. nach Buchholz                                      | ehem. nach Buchholz                                      |
| Abzweig geradeaus und ehemals von links · Strecke von rechts (außer Betrieb) · Strecke    |  |                                                          |                                                          |
| Blockstelle · Strecke (außer Betrieb) · Strecke                                           |  | Arenskule (ehem. Betriebsbahnhof)                        | Arenskule (ehem. Betriebsbahnhof)                        |
| Strecke (außer Betrieb) · Strecke                                                         |  | Lüneburg-Zeltberg                                        | Lüneburg-Zeltberg                                        |
| Blockstelle (Strecke außer Betrieb) · Strecke                                             |  | Eisenwerk                                                | Eisenwerk                                                |
| Bahnübergang (Strecke außer Betrieb) · Strecke                                            |  | Auf der Hude                                             | Auf der Hude                                             |
| Abzweig geradeaus und von links (Strecke außer Betrieb) · Strecke                         |  | Anschluss ehem. Portland-Cement-Fabrik                   | Anschluss ehem. Portland-Cement-Fabrik                   |
| Bahnübergang (Strecke außer Betrieb) · Strecke                                            |  | Vor dem Bardowicker Tore                                 | Vor dem Bardowicker Tore                                 |
| Strecke                                                                                   |  | Kalksteinbruch Kreideberg                                | Kalksteinbruch Kreideberg                                |
| Strecke von links · Strecke nach rechts                                                   |  |                                                          |                                                          |
| Bahnübergang                                                                              |  | Auf der Hude                                             | Auf der Hude                                             |
| Abzweig geradeaus und von links · Strecke von rechts                                      |  |                                                          |                                                          |
| Strecke von links (außer Betrieb) · Abzweig geradeaus und ehemals nach rechts · Strecke   |  |                                                          |                                                          |
| Blockstelle (Strecke außer Betrieb) · Strecke · Strecke                                   |  | Laderampe                                                | Laderampe                                                |
| Blockstelle (Strecke außer Betrieb) · Strecke · Strecke                                   |  | Laderampe                                                | Laderampe                                                |
| Strecke                                                                                   |  | Tankstelle G. W. Lindemann                               | Tankstelle G. W. Lindemann                               |
| Kreuzung geradeaus unten                                                                  |  | Bahnstrecke Hannover–Hamburg und Industriebahn           | Bahnstrecke Hannover–Hamburg und Industriebahn           |
| Abzweig geradeaus und ehemals von links                                                   |  | ehem. Anschluss Johnson Controls Interiors GmbH          | ehem. Anschluss Johnson Controls Interiors GmbH          |
| Verschwenkung nach links (Strecke außer Betrieb) · Verschwenkung nach rechts              |  |                                                          |                                                          |
| Verschwenkung von links · Verschwenkung von rechts (Strecke außer Betrieb)                |  |                                                          |                                                          |
| Abzweig geradeaus und ehemals von rechts · Strecke (außer Betrieb)                        |  | Anschluss Holz Herbst                                    | Anschluss Holz Herbst                                    |
| Strecke · Bahnübergang (Strecke außer Betrieb)                                            |  | Goseburgstraße                                           | Goseburgstraße                                           |
| Strecke · Abzweig geradeaus und nach links (Strecke außer Betrieb)                        |  | ehem. Anschluss                                          | ehem. Anschluss                                          |
| Strecke · Abzweig geradeaus und nach rechts (Strecke außer Betrieb)                       |  | ehem. Anschluss                                          | ehem. Anschluss                                          |
| Strecke · Abzweig geradeaus und von links (Strecke außer Betrieb)                         |  | ehem. Anschluss                                          | ehem. Anschluss                                          |
| Strecke · Bahnübergang (Strecke außer Betrieb)                                            |  | Bessemerstraße                                           | Bessemerstraße                                           |
| Strecke                                                                                   |  | Firmengelände Behne / ehem. Anschluss Artos Maschinenbau | Firmengelände Behne / ehem. Anschluss Artos Maschinenbau |
| Bahnübergang                                                                              |  | Christian Herbst Straße                                  | Christian Herbst Straße                                  |
| Abzweig geradeaus und ehemals nach links                                                  |  | Industrieanschluss                                       | Industrieanschluss                                       |
| Strecke mit Straßenbrücke                                                                 |  | B 4                                                      | B 4                                                      |
| Strecke von links · Abzweig geradeaus und von rechts                                      |  |                                                          |                                                          |
| Strecke                                                                                   |  | Gleisende                                                | Gleisende                                                |
| Brücke                                                                                    |  | Treidelweg                                               | Treidelweg                                               |
| Brücke über Wasserlauf                                                                    |  | Ilmenau                                                  | Ilmenau                                                  |
| Brücke                                                                                    |  | Lüner Rennbahn                                           | Lüner Rennbahn                                           |
| Strecke nach links · Strecke quer · Strecke von rechts                                    |  |                                                          |                                                          |
| Strecke                                                                                   |  | Schlachthof                                              | Schlachthof                                              |
| Strecke                                                                                   |  | Gleisende                                                | Gleisende                                                |
| Blockstelle · Blockstelle · Strecke                                                       |  | Johnson Controls Firmengelände-Ost                       | Johnson Controls Firmengelände-Ost                       |
| Abzweig geradeaus und von links · Strecke nach rechts · Strecke                           |  |                                                          |                                                          |
| Bahnübergang · Strecke von links · Strecke nach rechts                                    |  | Lüner Rennbahn                                           | Lüner Rennbahn                                           |
| Abzweig geradeaus und von links · Abzweig geradeaus und nach rechts                       |  |                                                          |                                                          |
| Abzweig geradeaus und von rechts · Strecke                                                |  | vom Johnson-Controls-Werk                                | vom Johnson-Controls-Werk                                |
| Dienststation / Betriebs- oder Güterbahnhof · Dienststation / Betriebs- oder Güterbahnhof |  | Johnson Controls Verladung                               | Johnson Controls Verladung                               |
| Abzweig geradeaus und von links · Strecke nach rechts                                     |  |                                                          |                                                          |
| ehemalige Blockstelle                                                                     |  | Laderampe                                                | Laderampe                                                |
|                                                                                           |  | Gleisende                                                |                                                          |

| Strecke |       | von Uelzen                                               | von Uelzen                                               |
| Bahnhof |       | Lüneburg                                                 | Lüneburg                                                 |
| Abzweig geradeaus und nach links |       | nach Hamburg, Ilmenautal (Städtische Industriebahn West) | nach Hamburg, Ilmenautal (Städtische Industriebahn West) |
| Betriebs-/Güterbahnhof Streckenanfang · Strecke | 0,0   | Lüneburg Nord (Bleckeder Bahnhof)                        | Lüneburg Nord (Bleckeder Bahnhof)                        |
| Abzweig geradeaus und von links · Abzweig nach links und nach rechts                                                                                    |       | nach Lübeck                                              | nach Lübeck                                              |
| Strecke |       | ehem. Standortverwaltung                                 | ehem. Standortverwaltung                                 |
| Abzweig geradeaus und von rechts (Strecke außer Betrieb) · Strecke                                                                                      |       | Anschlussgleis                                           | Anschlussgleis                                           |
| Abzweig geradeaus und von rechts (Strecke außer Betrieb) · Strecke                                                                                      |       | Ladegleis                                                | Ladegleis                                                |
| Abzweig geradeaus und von rechts (Strecke außer Betrieb) · Strecke                                                                                      |       | Anschlussgleis                                           | Anschlussgleis                                           |
| Bahnübergang (Strecke außer Betrieb) · Bahnübergang | 1,134 | Meisterweg                                               | Meisterweg                                               |
| Abzweig geradeaus und nach links (Strecke außer Betrieb) · Strecke nach links und ehemals von rechts · Strecke von rechts                               |       |                                                          |                                                          |
| Dienststation / Betriebs- oder Güterbahnhof (Strecke außer Betrieb) · Dienststation / Betriebs- oder Güterbahnhof (Strecke außer Betrieb) · Blockstelle | 1,2   | Lüneburg Meisterweg (ehem. Betriebsbahnhof)              | Lüneburg Meisterweg (ehem. Betriebsbahnhof)              |
| Strecke nach links (außer Betrieb) · Abzweig ehemals geradeaus, von links und ehemals von rechts · Abzweig nach links und nach rechts                   |       | nach Bleckede                                            | nach Bleckede                                            |
| Strecke mit Straßenbrücke |       | B 4/B 209                                                | B 4/B 209                                                |
| Dienststation / Betriebs- oder Güterbahnhof | 2,0   | Theodor-Körner-Kaserne                                   | Theodor-Körner-Kaserne                                   |
| Abzweig von links und ehemals von rechts · Abzweig nach links und nach rechts · Strecke von rechts                                                      |       | Anschluss Tanklager                                      | Anschluss Tanklager                                      |
| Dienststation / Betriebs- oder Güterbahnhof · Strecke                                                                                                   |       | Theodor-Körner-Kaserne                                   | Theodor-Körner-Kaserne                                   |
| Strecke |       | Gleisende                                                | Gleisende                                                |
| Strecke mit Straßenbrücke |       | L 221 (ab hier mehrgleisig)                              | L 221 (ab hier mehrgleisig)                              |
| Abzweig geradeaus und ehemals nach rechts |       | ehem. Gleisanschluss                                     | ehem. Gleisanschluss                                     |
| Bahnübergang |       | Elso-Klöver-Straße                                       | Elso-Klöver-Straße                                       |
| Strecke von links · Abzweig geradeaus und nach rechts                                                                                                   |       |                                                          |                                                          |
| Bahnübergang · Strecke |       | Otto-Brenner-Straße                                      | Otto-Brenner-Straße                                      |
| Strecke mit Straßenbrücke · Strecke |       | L 221                                                    | L 221                                                    |
| Abzweig ehemals quer und von links · Abzweig geradeaus und von rechts · Strecke                                                                         |       | ehem. Anschluss                                          | ehem. Anschluss                                          |
| Strecke · Strecke |       | Eisenwerk                                                | Eisenwerk                                                |
| Blockstelle · Strecke |       | Palettenfabrik Lüneburg                                  | Palettenfabrik Lüneburg                                  |
| Strecke |       | Gebrüder-Heyn-Straße                                     | Gebrüder-Heyn-Straße                                     |
| Strecke von links · Abzweig geradeaus und nach rechts                                                                                                   |       | (Westkai eingleisig, Ostkai mehrgleisig)                 | (Westkai eingleisig, Ostkai mehrgleisig)                 |
| Strecke · Betriebsstelle Streckenende |       | Lüneburger Hafen (Ostkai)                                | Lüneburger Hafen (Ostkai)                                |
| Blockstelle |       | Lüneburger Hafen (Westkai)                               | Lüneburger Hafen (Westkai)                               |
| Bahnübergang |       | Kurt-Höbold-Straße                                       | Kurt-Höbold-Straße                                       |
| |       | Otto-Brenner-Straße                                      |                                                          |

Die Lüneburger Industrie- und Hafenbahn dient ausschließlich dem Güterverkehr. Sie verläuft in zwei Teilen im Norden und Osten der Stadt Lüneburg. Der Nordteil, auch Städtische Industriebahn West, ist eingleisig, der von der OHE betriebene Ostteil teilweise zweigleisig ausgebaut. Beide Teile sind nicht elektrifiziert. Der Ostteil, auch im Eigentum der Stadt Lüneburg, führt den Namen Hafenbahn, da er zur Erschließung des Lüneburger Hafens am Elbe-Seitenkanal und der im dortigen Industriegebiet angesiedelten Unternehmen dient.

## Geschichte
1905 entstanden als erste Anschlüsse des Nordteils der Anschluss zum Eisenwerk, zur Portland-Cement-Fabrik und zum Kalksteinbruch am Kreideberg. Im Ostteil wurde zur Zeit des Zweiten Weltkrieges der Streckenabschnitt bis zur Theodor-Körner-Kaserne gebaut. Sie diente damals militärischen Zwecken. Die nächsten Anschlüsse und Anschlussbahnen des Nordteils wurden kurz nach dem Zweiten Weltkrieg errichtet. Die Gleisanlagen dienten immer lediglich dem Güterverkehr. Die Lüneburger Industriebahn schloss damals etwa 30 Betriebe an das nationale Eisenbahnnetz an. Der Bau des längsten Anschlusses in den Norden des Stadtteils Goseburg und von dort in die Lüner Heide wurde 1971 fertiggestellt. 1973 und 1974 wurde der von der OHE betriebene Ostteil, die sogenannte Hafenbahn gebaut, die 1975 in Betrieb ging. Ab 2004 bis 2014 hat die Osthannoversche Eisenbahn den Umschlag im Lüneburger Hafen betrieben. Seit 2014 bewirtschaftet die Hafen Lüneburg GmbH die Infrastruktur des Lüneburger Hafens, inklusive der städtischen Industriebahnen (Hafen- und Goseburgbahn) und betreibt das operative Umschlagsgeschäft.

## Streckenverlauf

### Nordteil
Die Städtische Industriebahn West "Goseburgbahn" ist im Norden an die Gleisanlagen des Bahnhofs Lüneburg angeschlossen und zweigt von der Bahnstrecke Hannover–Hamburg (früher auch von der ehemaligen Strecke nach Buchholz) in Höhe der Eisenbahnbrücke über die Ilmenau ab. In diesem Bereich gibt es noch einige vorhandene Industrieanschlüsse. Die längste Anschlussbahn, die parallel zur Ilmenau im Flusstal entlang läuft, führt bis in den Norden des Stadtteils und von dort aus ins Industriegebiet Lüner Heide.

### Ostteil
Der Streckenteil im Osten Lüneburgs zweigt am Bahnhof Lüneburg Nord (OHE) von der Bahnstrecke Lüneburg–Bleckede ab, zusammen mit dem Anschluss der Theodor-Körner-Kaserne. Dabei handelt es sich faktisch um einen Nebenanschluss, der in km 1,079 von dem Anschluss der Theodor-Körner-Kaserne (Hauptanschließer) abzweigt. Die Strecke, d. h. Städtische Industriebahn Ost "Hafenbahn" führt schließlich ins Industriegebiet Hafen, wo sie den Binnenhafen Lüneburg am Elbeseitenkanal anschließt. Die Hafenbahn ist mit Ganzzügen bis zu 750 m Länge befahrbar und endet in den Umschlagsflächen am Hafenbecken. Zudem verfügt die Hafenbahn über eine Vorstaugruppe.

## Heutige Situation
Die meisten Gleisanlagen werden noch durch verschiedene Industrieunternehmen genutzt.
Im Nordteil wird der Werksanschluss der Johnson Controls Interiors GmbH an der „Lüner Rennbahn“ mehrmals täglich angefahren. Der Betrieb wird mit einer Lokomotive der Baureihe V 60 durchgeführt.
Es gibt jedoch auch stillgelegte Anschlussgleise, von denen die meisten abgebaut sind. Insgesamt verkehren nur noch wenige Züge in beiden Streckenteilen. Trotzdem sind die Gleisanlagen im Ostteil sehr umfangreich ausgebaut.

### Stilllegungen im Nordteil
Im Nordteil gibt es sieben stillgelegte Anschlüsse: Der erste war die Anschlussbahn der Portland-Cement-Fabrik und des Kalksteinbruchs am Kreideberg. Dort sind sämtliche Gleisanlagen entfernt. Auch die dazugehörigen Anschlüsse sind stillgelegt und abgebaut. Nur im Bereich der Tankstelle G. W. Lindemann liegen noch Gleise. Der zweite stillgelegte Anschluss zweigte unweit der Hauptstrecke Hannover-Hamburg ab und endete nach Überqueren des „Bardowicker Wasserweges“ auf dem Gelände des Industrieunternehmens Sieb & Meyer, wo sich früher das Eisenwerk befand. Der Anschluss wurde beim Bau des Einkaufszentrums Ilmenau-Center in jenem Bereich, außerdem im weiteren Verlauf Richtung ehemaliges Eisenwerk abgebaut. Außerdem ist die Weiche zum Stammgleis demontiert. Auf Luftbildern ist der Anschluss und die Brücke über den „Bardowicker Wasserweg“ noch zu sehen. Der dritte stillgelegte Anschluss, der sich bereits im Ilmenautal befand, gehörte zum Autozulieferer Johnson Controls Interiors GmbH, der noch einen Anschluss im Industriegebiet Lüner Heide besitzt. Hier sind noch alle Gleise vorhanden und außerdem noch in einem guten Zustand. Der vierte stillgelegte Anschluss, der selbst noch drei Gleisanschlüsse besaß, zweigte in Richtung des Sportplatzes Goseburg ab und endete kurz vor der Bahnstrecke Hannover–Hamburg. Dieser Anschluss ist heute im Bereich des Bahnübergangs der Goseburgstraße und an einigen anderen Stellen abgebaut. Auch die Abzweigweiche zur existierenden Anschlussbahn ist demontiert. Der fünfte stillgelegte Anschluss befindet sich an der Christian-Herbst-Straße. Er wurde von der Firma Holz Herbst genutzt, wird jedoch mittlerweile nicht mehr benötigt. Die Gleise sind durch die Erweiterung der Christian-Herbst-Straße zum großen Teil demontiert, es ist nur noch ein kurzes Stück von der Weiche bis zur Straße vorhanden. Der sechste stillgelegte Anschluss zweigte zwischen dem Bahnübergang Christian-Herbst-Straße und der Brücke der B 4 über die Strecke in Richtung Norden ab. Dort liegen noch Gleise, die Weiche von der sich noch in Betrieb befindlichen Anschlussbahn ist allerdings ausgebaut. Der siebte stillgelegte Anschluss befand sich im Industriegebiet Lüner Heide und führte zum Schlachthof. Er ist heute vollständig abgebaut.

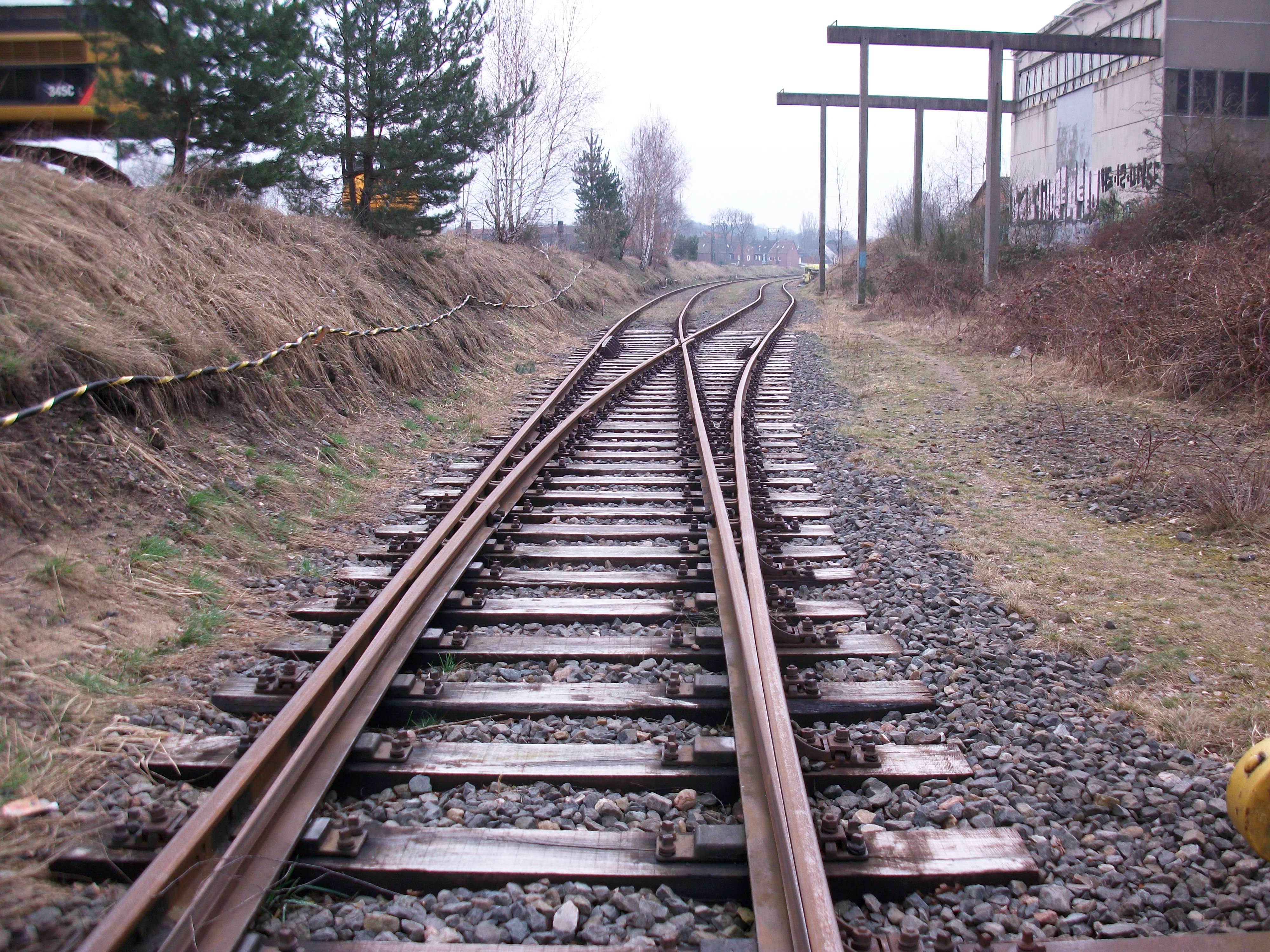
Der Nordteil nahe der Ausweichstelle Arenskule.
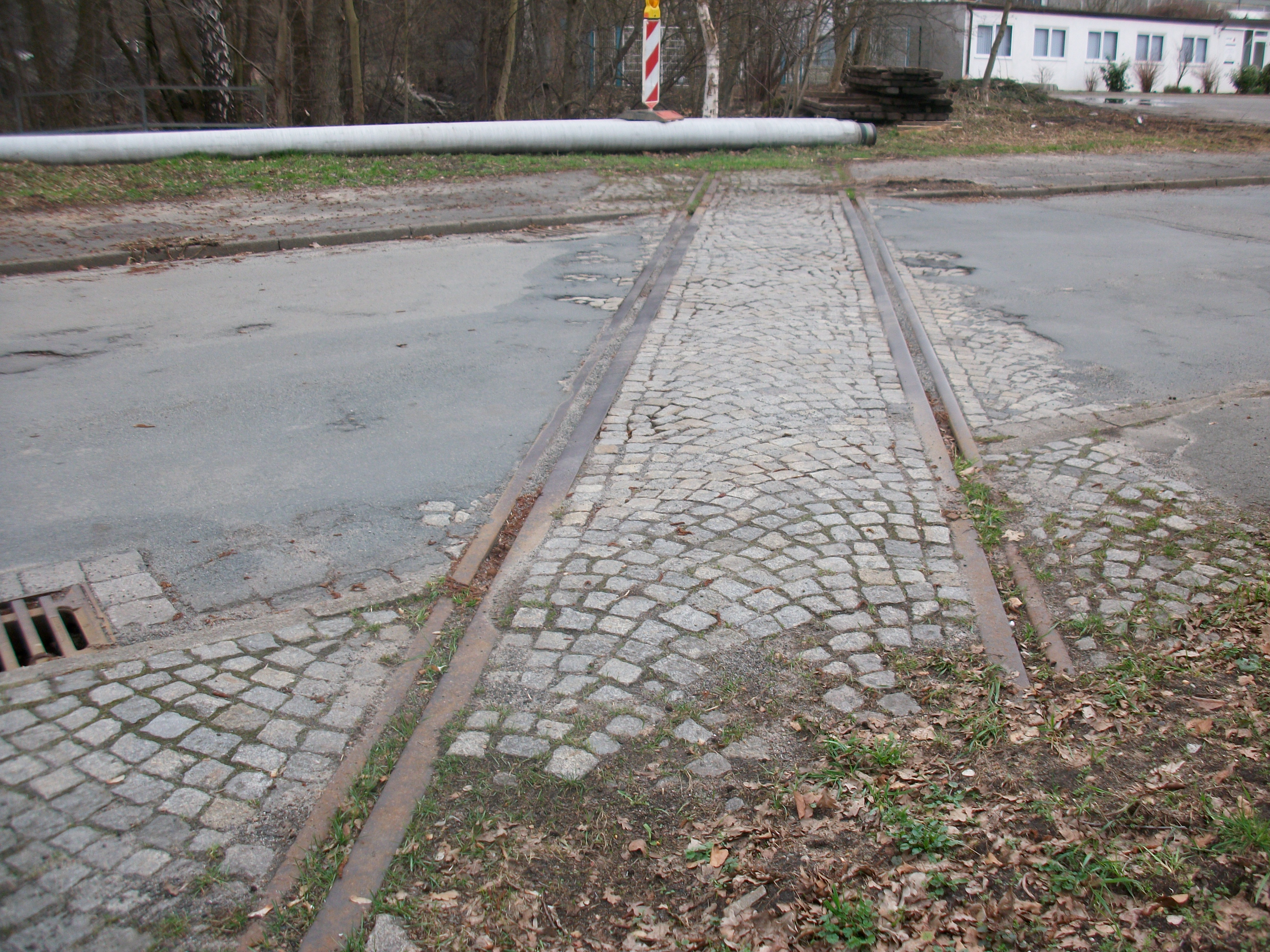
Stillgelegter Bahnübergang Bessemerstraße des Nordteils.
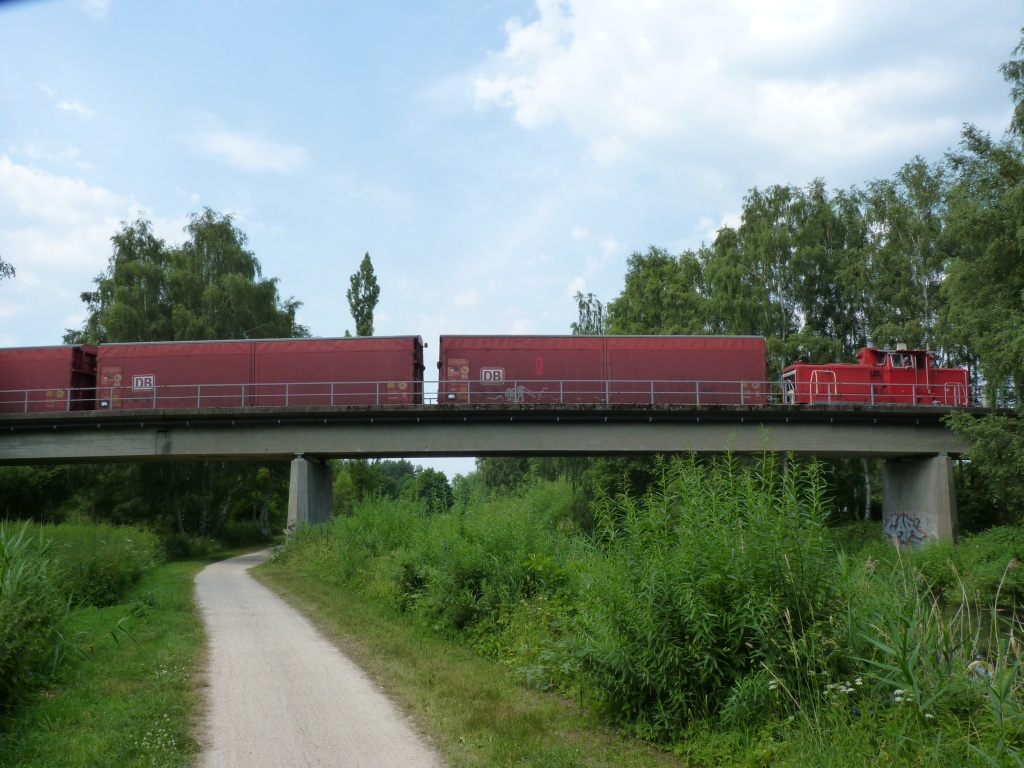
Eine Diesellokomotive der Baureihe V 60 mit Waggons auf der Ilmenaubrücke des Nordteils im Industriegebiet Lüner Heide.
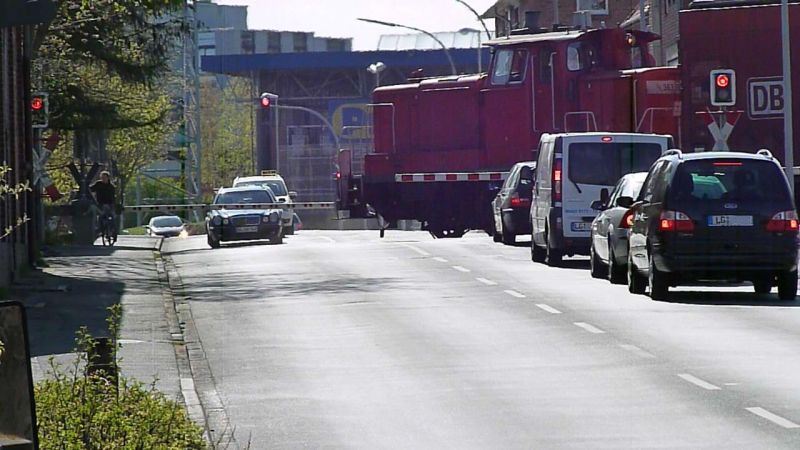
Nordteil: Die V60 auf dem Bahnübergang Auf der Hude.
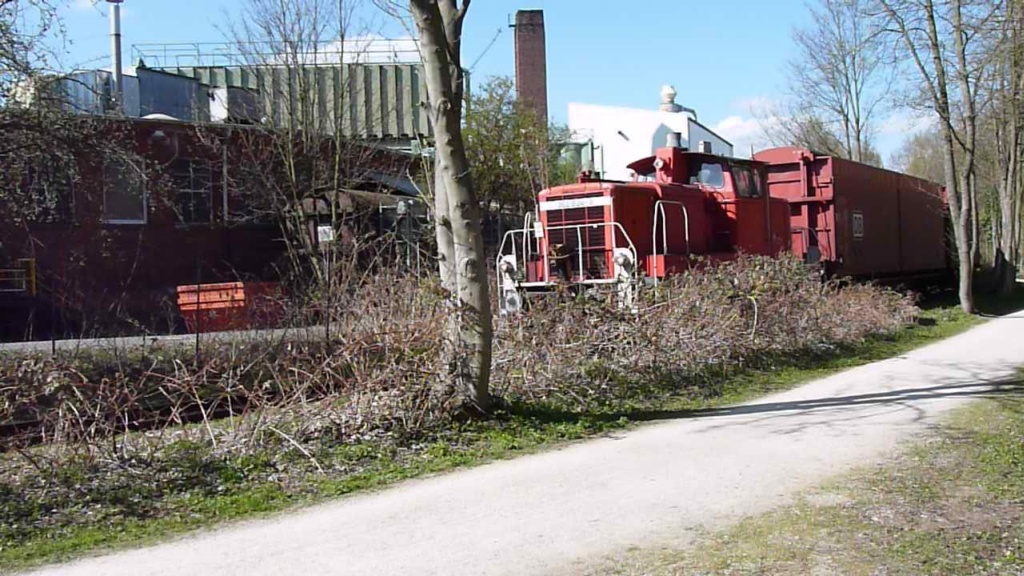
Nordteil: Die V60 hinter dem Johnson-Controls-Werk Auf der Hude.

### Stilllegungen im Ostteil
Im Ostteil gibt es vier stillgelegte Anschlüsse. Der erste war die ehemalige Anschlussbahn der früheren Standortverwaltung am „Meisterweg“ im Nordosten Lüneburgs, die einige Anschlüsse zu diversen Speichergebäuden auf dem Areal besaß. Diese Gleise wurden jedoch im Januar 2011 fast vollständig abgebaut. An der Anschlussbahn befanden sich noch zahlreiche Ladegleise.
Der zweite stillgelegte Anschluss befand sich in der Theodor-Körner-Kaserne und diente einem Tanklager. Er zweigte dort nach Süden ab und endete unmittelbar vor dem Gelände des Lüneburger Segelflugplatzes.
Der dritte war ein Anschlussgleis, welches zu einer Lagerhalle führte, die heute mehreren Firmen gehört. Der Anschluss ist noch nicht abgebaut und abgesehen von leichtem Bewuchs noch in einem relativ guten Zustand.
Der vierte stillgelegte Anschluss ist noch in einem ähnlich guten Zustand, es sind dort noch keine Gleise abgebaut. Er führte von der Anschlussbahn des Eisenwerks auf einen Lagerplatz, der jenem Werk benachbart ist.

## Sonstiges
Von der Arbeitsgemeinschaft Verkehrsfreunde Lüneburg werden gelegentlich Museumsfahrten auf der Strecke des Ostteils unternommen. Diese müssen jedoch vorher angemeldet werden, da es erforderlich ist, die Weichen vorher korrekt zu stellen.